# Triplophysa hsutschouensis
Triplophysa hsutschouensis är en fiskart som först beskrevs av Rendahl, 1933.  Triplophysa hsutschouensis ingår i släktet Triplophysa och familjen grönlingsfiskar. Inga underarter finns listade i Catalogue of Life.